# Duane Grey
Duane Grey (Chicago, 4 ottobre 1921 – Eugene, 13 ottobre 2001) è stato un attore statunitense.
Recitò dal 1952 al 1991 in una trentina di film e dal 1953 al 1990 in oltre 60 produzioni televisive. È stato accreditato anche con i nomi Duane Gray, Duane Thorsen, Rex Thorsen e Duane Thorson.

## Biografia
Duane Grey nacque a Chicago il 4 ottobre 1921. Debuttò al cinema e in televisione agli inizi degli anni cinquanta. Per la televisione vanta una lunga serie di partecipazioni a serie televisive in ruoli minori e apparizioni da guest star. Recitò spesso in ruoli diversi in più di un episodio della stessa serie televisiva, prediligendo serie del genere western, come in due episodi di Le avventure di Campione, tre episodi di Annie Oakley, due episodi de I racconti del West, due episodi di Maverick, due episodi di Lawman, cinque episodi di Have Gun - Will Travel, cinque episodi di Gunsmoke, sei episodi de Gli uomini della prateria, tre episodi di Iron Horse, cinque episodi di Death Valley Days, due episodi de Il grande teatro del west, sei episodi di Bonanza. Prese parte anche a due episodi della serie classica di Ai confini della realtà, intitolati nella versione in italiano Miele amaro e La polvere.

Per il cinema ha interpretato personaggi secondari interpretando, tra gli altri, Hendricks in Seminole (1953), Tad Prentice in Jack Slade l'indomabile (1953), il timoniere Hal in Trader Tom of the China Seas (1954), il sergente Duane in L'adescatrice (1955), Bill in Web il coraggioso (1956), il vicesceriffo Floyd in La banda della frusta nera (1956), Lino in The Unknown Terror (1957), Bob Trancas in Domino Kid (1957), Juan Aruzza in Cord il bandito (1958), il soldato Aruazza in Desert Hell (1958) e Gabe in Un uomo chiamato Charro (1969).
La sua ultima apparizione per il piccolo schermo avvenne nel film per la televisione Fall from Grace, andato in onda nel 1990, mentre per il cinema comparve in una piccola parte nel film JFK - Un caso ancora aperto (1991).
Morì a Eugene il 13 ottobre 2001.

## Filmografia

### Cinema
- Il pirata yankee (Yankee Buccaneer), regia di Frederick de Cordova (1952)
- Back at the Front, regia di George Sherman (1952)
- Seminole, regia di Budd Boetticher (1953)
- Canadian Mounties vs. Atomic Invaders, regia di Franklin Adreon (1953)
- Jack Slade l'indomabile (Jack Slade), regia di Harold D. Schuster (1953)
- Trader Tom of the China Seas, regia di Franklin Adreon (1954)
- Sette spose per sette fratelli (Seven Brides for Seven Brothers), regia di Stanley Donen (1954)
- Il re dei barbari (Sign of the Pagan), regia di Douglas Sirk (1954)
- Diana la cortigiana (Diane), regia di David Miller (1956)
- Il ricatto più vile (Ransom!), regia di Alex Segal (1956)
- L'adescatrice (Female Jungle), regia di Bruno VeSota (1956)
- Web il coraggioso (Tension at Table Rock), regia di Charles Marquis Warren (1956)
- La banda della frusta nera (The Black Whip), regia di Charles Marquis Warren (1956)
- The Unknown Terror, regia di Charles Marquis Warren (1957)
- L'evaso di San Quintino (House of Numbers), regia di Russell Rouse (1957)
- Domino Kid, regia di Ray Nazarro (1957)
- Ora zero (Zero Hour!), regia di Hall Bartlett (1957)
- Cord il bandito (Cattle Empire), regia di Charles Marquis Warren (1958)
- Desert Hell, regia di Charles Marquis Warren (1958)
- Un pugno di fango (Claudelle Inglish), regia di Gordon Douglas (1961)
- Lo sceriffo in gonnella (The Second Time Around), regia di Vincent Sherman (1961)
- I temerari del West (The Raiders), regia di Herschel Daugherty (1963)
- Beau Geste, regia di Douglas Heyes (1966)
- I sei della grande rapina (The Split), regia di Gordon Flemyng (1968)
- Un uomo chiamato Charro (Charro!), regia di Charles Marquis Warren (1969)
- La polizia non perdona (The Loners), regia di Sutton Roley (1972)
- Wedding Band, regia di Daniel Raskov (1990)
- JFK - Un caso ancora aperto (JFK), regia di Oliver Stone (1991)

### Televisione
- I Led 3 Lives – serie TV, un episodio (1953)
- The Adventures of Kit Carson – serie TV, 5 episodi (1952-1954)
- Hopalong Cassidy – serie TV, 2 episodi (1953-1954)
- Annie Oakley – serie TV, 3 episodi (1954-1956)
- Stories of the Century – serie TV, un episodio (1954)
- General Electric Theater – serie TV, un episodio (1954)
- The Whistler – serie TV, episodio 1x04 (1954)
- Il cavaliere solitario (The Lone Ranger) – serie TV, un episodio (1954)
- Le avventure di Rin Tin Tin (The Adventures of Rin Tin Tin) – serie TV, 2 episodi (1955-1957)
- Cisco Kid (The Cisco Kid) – serie TV, un episodio (1955)
- Gunsmoke – serie TV, 5 episodi (1956-1963)
- Death Valley Days – serie TV, 5 episodi (1956-1968)
- Steve Donovan, Western Marshal – serie TV, un episodio (1956)
- Le avventure di Campione (The Adventures of Champion) – serie TV, episodi 1x18-1x24 (1956)
- Jungle Jim – serie TV, un episodio (1956)
- Screen Directors Playhouse – serie TV, episodio 1x35 (1956)
- Have Gun - Will Travel – serie TV, 5 episodi (1957-1963)
- Code 3 – serie TV, un episodio (1957)
- Playhouse 90 – serie TV, un episodio (1957)
- Avventure in elicottero (Whirlybirds) – serie TV, un episodio (1957)
- Casey Jones – serie TV, un episodio (1957)
- Il sergente Preston (Sergeant Preston of the Yukon) – serie TV, un episodio (1957)
- Le leggendarie imprese di Wyatt Earp (The Life and Legend of Wyatt Earp) – serie TV, 3 episodi (1958-1960)
- Lawman – serie TV, 2 episodi (1958-1961)
- Cheyenne – serie TV, 4 episodi (1958-1961)
- Sugarfoot – serie TV, episodio 1x13 (1958)
- Wild Bill Hickok (Adventures of Wild Bill Hickok) – serie TV, un episodio (1958)
- Gli uomini della prateria (Rawhide) – serie TV, 6 episodi (1959-1965)
- Bonanza – serie TV, 6 episodi (1959-1971)
- I racconti del West (Zane Grey Theater) – serie TV, 2 episodi (1959)
- Maverick – serie TV, 2 episodi (1959)
- The Texan – serie TV, episodio 1x33 (1959)
- Avventure lungo il fiume (Riverboat) – serie TV, episodio 1x01 (1959)
- Hotel de Paree – serie TV, un episodio (1959)
- Ai confini della realtà (The Twilight Zone) – serie TV, 2 episodi (1960-1961)
- Black Saddle – serie TV, un episodio (1960)
- The Man from Blackhawk – serie TV, un episodio (1960)
- Outlaws – serie TV, un episodio (1960)
- Scacco matto (Checkmate) – serie TV, episodio 1x12 (1960)
- Thriller – serie TV, episodio 1x16 (1961)
- The Rifleman – serie TV, un episodio (1961)
- Gunslinger – serie TV, episodio 1x10 (1961)
- Ben Casey – serie TV, episodio 1x30 (1962)
- Empire – serie TV, un episodio (1962)
- Il virginiano (The Virginian) – serie TV, episodio 1x09 (1962)
- Polvere di stelle (Bob Hope Presents the Chrysler Theatre) – serie TV, un episodio (1963)
- L'ora di Hitchcock (The Alfred Hitchcock Hour) – serie TV, un episodio (1964)
- The Greatest Show on Earth – serie TV, episodio 1x17 (1964)
- Carovane verso il west (Wagon Train) – serie TV, un episodio (1964)
- Branded – serie TV, episodio 1x05 (1965)
- Iron Horse – serie TV, 3 episodi (1966-1967)
- Il mio amico marziano (My Favorite Martian) – serie TV, un episodio (1966)
- Selvaggio west (The Wild Wild West) - serie TV, episodio 2x25 (1967)
- Il grande teatro del west (The Guns of Will Sonnett) – serie TV, 2 episodi (1968)
- Lancer – serie TV, episodio 1x21 (1969)
- Ai confini dell'Arizona (The High Chaparral) - serie TV, episodio 3x01 (1969)
- The Lonely Profession – film TV (1969)
- In Name Only – film TV (1969)
- The Bold Ones: The Lawyers – serie TV, un episodio (1970)
- Due onesti fuorilegge (Alias Smith and Jones) – serie TV, un episodio (1971)
- Bearcats! – serie TV, un episodio (1971)
- Captains and the Kings – miniserie TV (1976)
- The November Plan – film TV (1977)
- Il transatlantico della paura (The French Atlantic Affair) (1979)
- Fall from Grace – film TV (1990)